# Agrostis hesperica
Agrostis hesperica är en gräsart som beskrevs av Romero García, Blanca, G.López och C.Morales. Agrostis hesperica ingår i släktet ven, och familjen gräs. Inga underarter finns listade i Catalogue of Life.